# Gondava
Gondava (el gran valle de los dinosaurios) es un parque temático en Colombia ubicado en el municipio de Sáchica en el departamento de Boyacá cerca a la población de Villa de Leyva. Es el primero en su género en el país y en él se exhiben réplicas de tamaño real de animales extintos, en su mayor parte dinosaurios. Inició su operación a finales de 2009 y cuenta con un área de 34 hectáreas.

## Origen del proyecto
La idea de montar un proyecto de esta naturaleza en la zona de Villa de Leyva, provino en 2004 del empresario bogotano Bernardo Salamanca, experto en animaciones y efectos especiales. El sector es conocido por ser rico en fósiles provenientes del periodo cretácico, entre ellos un fósil de Kronosaurus, un tipo de pliosaurio, de unos 8 metros de longitud, trilobites e ictiosaurios exhibidos a pocos kilómetros de la ubicación del parque. Recientemente fue descubierto otro pliosaurio de 4 metros también a poca distancia del parque.

## Atracciones
La principal atracción del parque, son las réplicas a escala de animales extintos. Algunas de las réplicas son estructuras rígidas construidas en concreto con estructura metálica y otras con materiales flexibles, lo que les permite cierto rango de movimiento. Son reproducciones de tamaño original, con características tomadas de las investigaciones que se han hecho para reconstruir la fisonomía de los dinosaurios. La reproducción más grande, por ejemplo, es un braquiosaurio de 14 metros de alto. Parte de la información científica proporcionada sobre los dinosaurios está respaldada por Ingeominas. Los animales exhibidos fueron tanto de vida terrestre como acuáticos. Todos, excepto el mamut y la titanoboa existieron antes del fin del periodo Cretácico hace 65 millones de años.

### Animales extintos en exhibición
Terrestres.

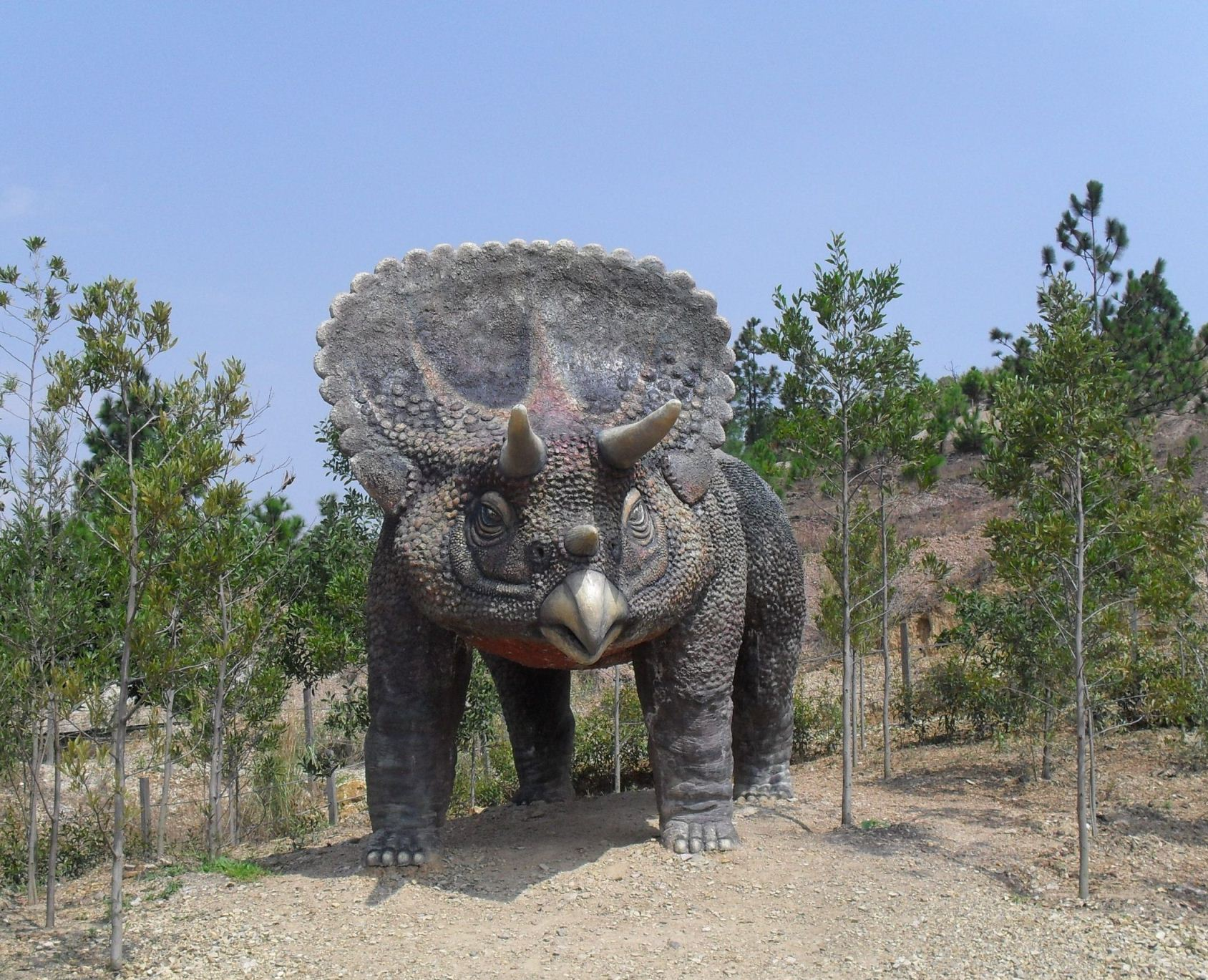
Representación de Triceratops en tamaño real

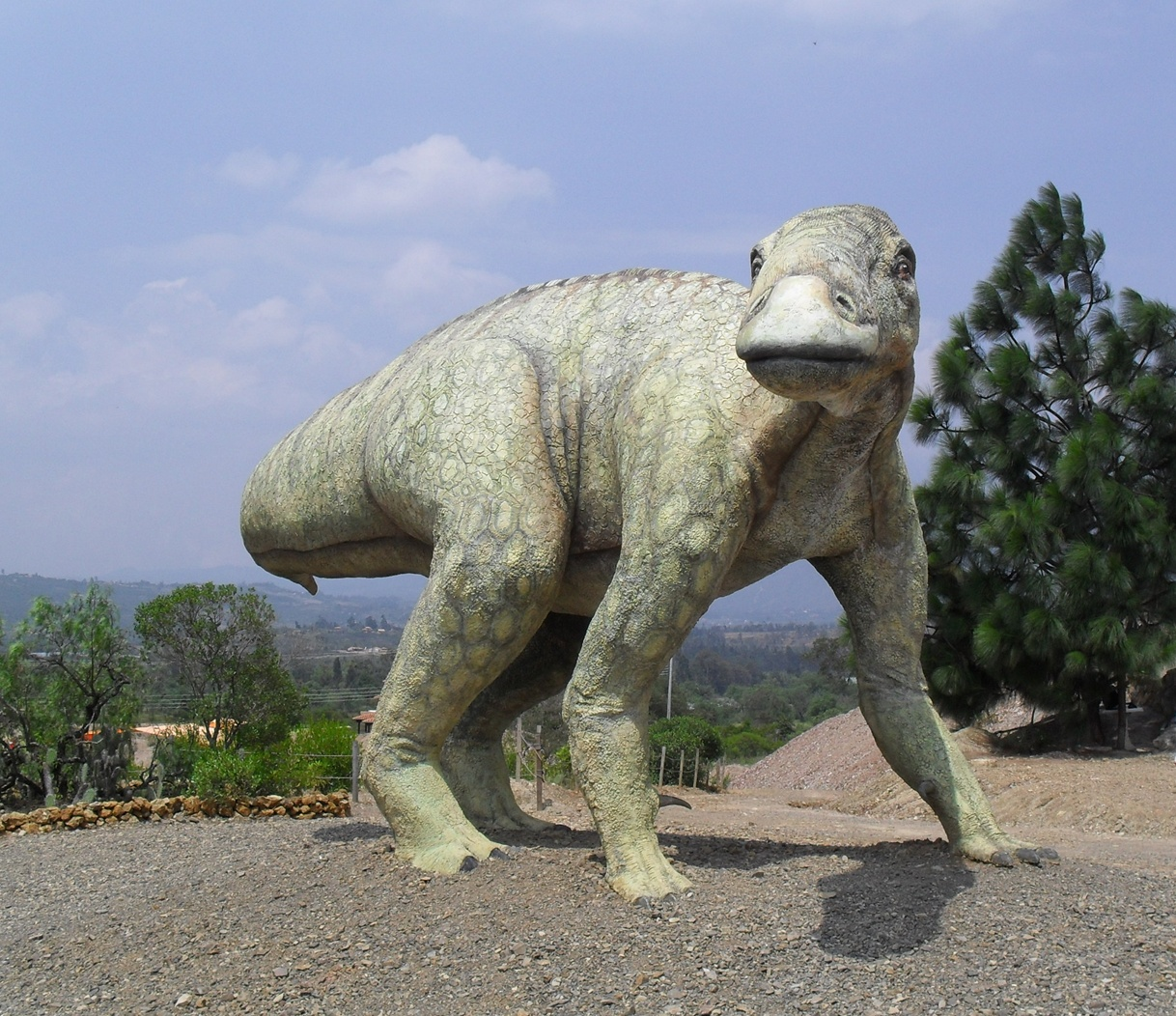
Reconstrucción en tamaño real de Iguanodonte

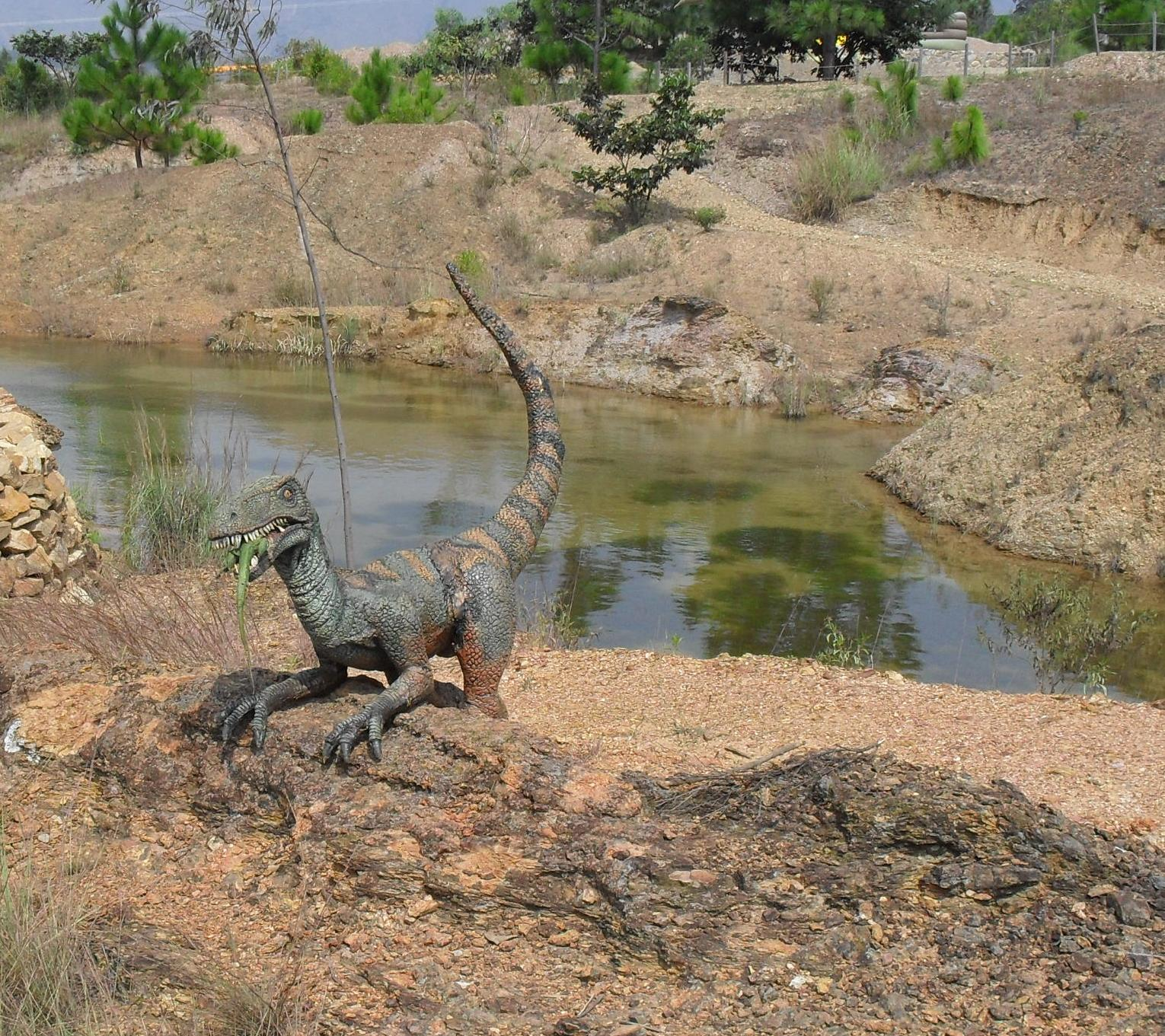
Réplica de un velocirraptor

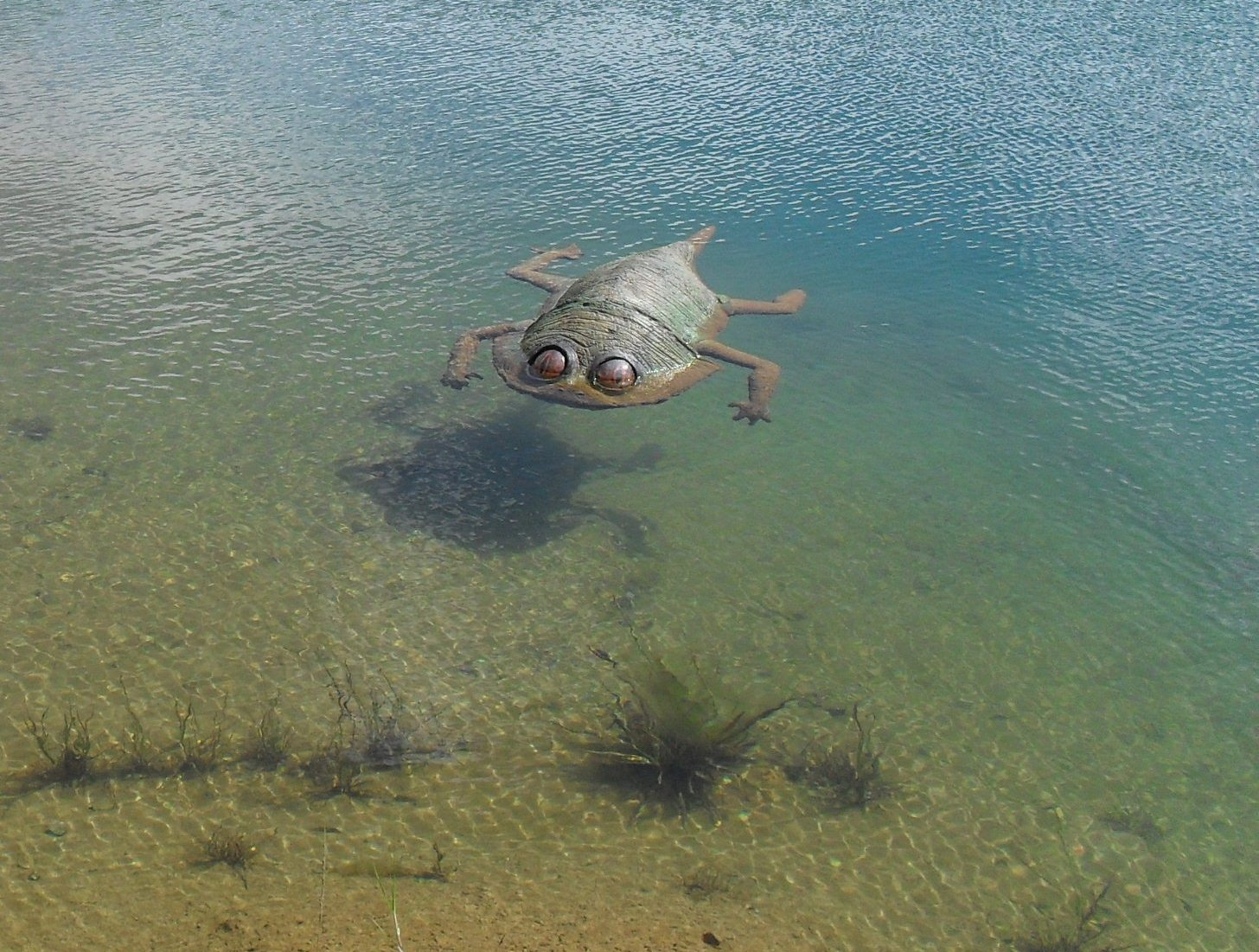
Réplica de Gerrothorax relacionado con los anfibios actuales que existió en el Triásico, hace 210 millones de años

- Estegosaurio: género de dinosaurios tireóforos, que vivieron a finales del período Jurásico, hace aproximadamente entre 156 y 144 millones de años, en Norteamérica y Europa.
- Braquiosaurio: género de dinosaurios saurópodos, que vivieron a finales del Jurásico, hace más o menos, entre 152 y 145 millones de años.
- Iguanodonte: género de dinosaurios ornitópodos, que vivieron a inicios del Cretácico, hace unos 130 a 120 millones de años en Europa.
- Triceratops: género de dinosaurios ceratopsianos, que vivieron a finales del Cretácico , hace aproximadamente 68 y 65 millones de años, en Norteamérica.
- Anquilosaurio: género de dinosaurios tireofóros, conocido por una sola especie, que vivió a finales del período Cretácico, hace aproximadamente 68 a 65 millones de años.
- Paquicefalosaurio: género representado por una sola especie de dinosaurio marginocéfalo, que existió a finales del período Cretácico, hace aproximadamente 68 y 65 millones de años.
- Tiranosaurio: género representado por una sola especie de dinosaurio terópodo, de finales del Cretácico, desde hace 67 hasta 65 millones de años en Norteamérica.
- Alosaurio:  género de dinosaurios terópodos, que vivieron a finales del período Jurásico, hace unos 156 y 144 millones de años, en Norteamérica y Europa.
- Carnotauro: género representado por una única especie de dinosaurios terópodos abelisáuridos, que vivió a finales del período Cretácico, hace aproximadamente entre 71 y 65 millones de años, en lo que hoy es Sudamérica.
- Velocirraptor:  género de dinosaurios terópodos que vivieron durante el período Cretácico, hace unos 70 a 65 millones de años. Solo hay una especie reconocida. Se han hallado fósiles en Asia Central, en Mongolia y China.
- Struthiomimus: género de dinosaurio terópodo, que habitó en lo que hoy es Canadá, a finales Cretácico (entre 76 y 70 millones de años atrás).
- Hipsilofodóntido: familia de dinosaurios ornitisquios que vivieron entre el Jurásico medio y el Cretácico superior (hace aproximadamente 165 y 65 millones de años), en Europa, Australia, Asia y Norteamérica.
- Daspletosaurio: género representado por una especie de dinosaurio terópodo, que vivió a finales del período Cretácico, entre 76 y 74 millones de años, en lo que hoy es Norteamérica.
- Mamut: género extinto de mamíferos proboscídeos de la familia Elephantidae. Existieron durante el período Neógeno, desde hace aproximadamente 4,8 millones de años hasta 3.700 años atrás, en las épocas del Plioceno, Pleistoceno y Holoceno. Se han descrito numerosas especies, siendo el mamut lanudo la más conocida de todas. Vivió en Norteamérica, Eurasia y África.

Acuáticos.
- Pterygotus: género extinto de euriptérido, el segundo más grande que se ha descubierto. Vivió desde el Silúrico hasta el Devónico Medio. Hace entre 440 y 360 millones de años. Es una de las especies de artrópodo más grandes de todos los tiempos. Podía alcanzar una longitud de 2,3 m.
- Gerrothorax: género extinto de temnospóndilos que vivió a finales del período Triásico, hace aproximadamente 210 millones de años en lo que hoy es Alemania y Groenlandia. Alcanzaron una longitud aproximada de 1 metro.
- Trilobite: es una clase de artrópodos extintos, existieron desde la era Era Paleozoica hace 540 millones de años, hasta finales del Pérmico, hace 250 millones de años.

### Otras atracciones

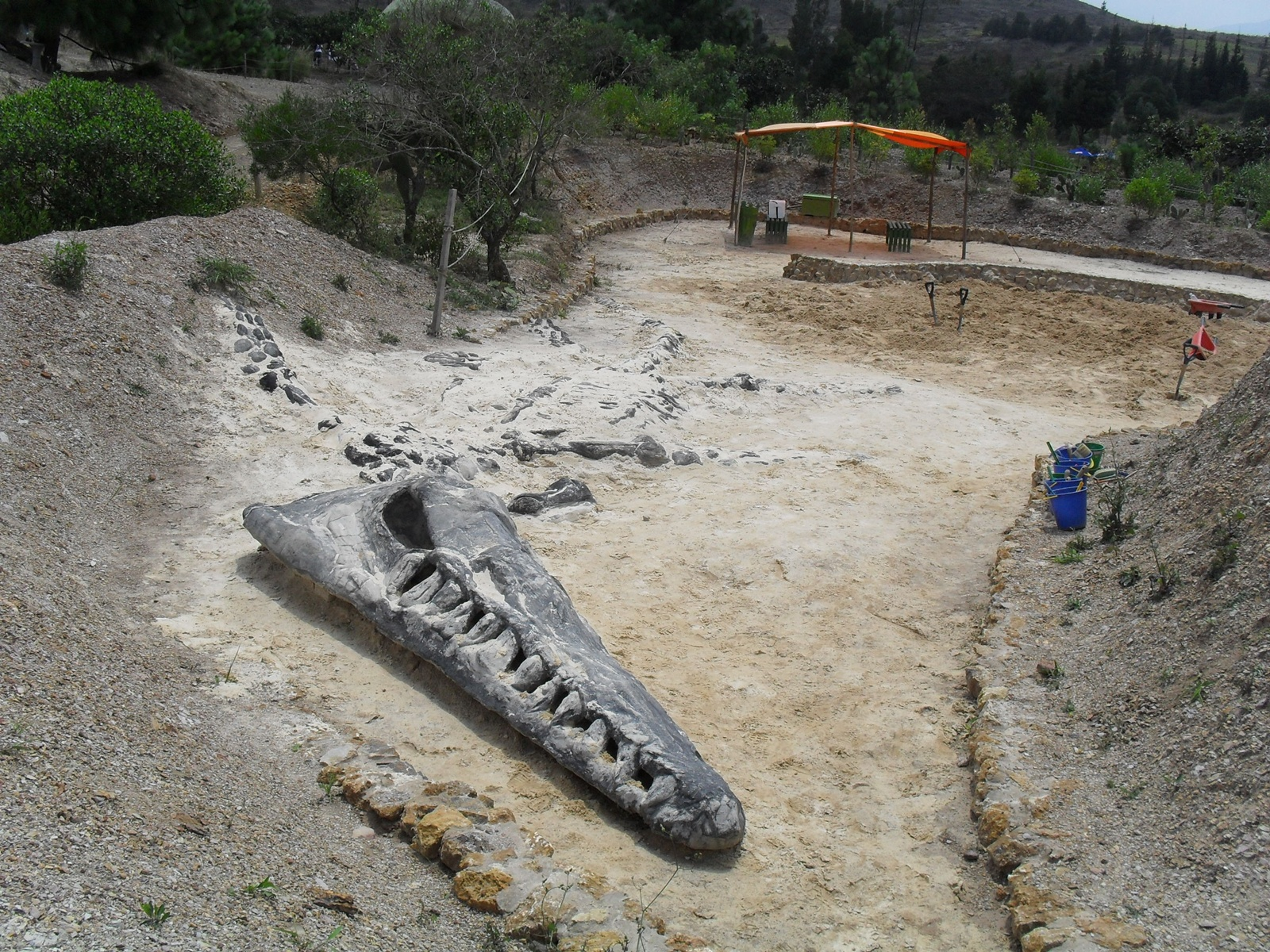
Excavación simulada de un Plesiosaurio de 12 metros

Adicionalmente, el parque posee dos lagos, uno de ellos destinado a recrear especies acuáticas extintas y el otro para paseos en botes de remos, juegos infantiles, un laberinto, senderos para caminatas para observar los animales y una zona de excavación donde se recrea el hallazgo de una titanoboa (la serpiente más grande que haya existido, descubierta en el Cerrejón, Guajira, Colombia) y un ictiosaurio.
Aparte de divertir a los asistentes, uno de los propósitos del parque es educar. Existe la posibilidad de encontrar actividades diseñadas sobre diferentes temáticas, para todas las edades y niveles de educación. Desde evolución, pasando por el estudio de la forma y el movimiento, modalidades de alimentación y conocimiento de los órganos y funcionalidad.
Cuando el parque este concluido contará con sala de cine en tres dimensiones, un museo, un enorme braquiosaurio para observar dentro de y una persecución por parte de un velocirraptor dentro de un laberinto.